# ゼロ加速主義
ゼロ加速主義（ゼロかそくしゅぎ、英: Zero Accelerationism、略称: Z/Acc）は、資本主義の加速的傾向、すなわち、生産力の増大、技術革新の加速、そして経済成長の追求が、最終的に「ゼロ」へと帰結すると予測する、思弁的かつ批判的な社会理論である。この「ゼロ」とは、単なる崩壊や停滞ではなく、創造と破壊、始まりと終わりが絶え間なく繰り返される動的な「場」である。
加速主義の一形態として位置づけられるが、従来の加速主義が持つ進歩主義的、技術楽観主義的な側面とは一線を画し、資本主義とその文明的ダイナミクスに内在する自己破壊的な傾向、すなわち、成長の限界や資源の枯渇といった現実に焦点を当てる点に特徴がある。Z/Accは、このようなエントロピー的な傾向を直視するため、いかなる超越論的な地平も想定する進歩史観を拒絶する。
具体的には、左派加速主義（L/Acc）や右派加速主義（R/Acc）が、技術的特異点への到達や、社会主義的ユートピアの実現など、何らかの超越論的な未来像を想定するのに対し、Z/Accは、資本主義の加速がもたらす「ゼロ」という現実から目を背けることなく、その動的なプロセスそのものを分析対象とする。

## 概要
Z/Accは、加速主義の文脈から派生した概念であり、資本主義の自己拡張的な論理が、最終的にはその持続可能性を損なうような限界点、すなわち「ゼロ」へと至ると主張する。この「ゼロ」とは、単なる崩壊や停滞ではなく、創造と破壊、始まりと終わりが絶え間なく繰り返される動的な「場」であり、それは、新たな存在が生み出される「空隙」としての創造的な契機でもある。つまり、「ゼロ」とは、単なる終焉ではなく、生成と消滅が絶え間なく繰り返される動的なプロセスそのものを指すのである。
従来の加速主義、特に左派加速主義（L/Acc）や右派加速主義（R/Acc）が、技術的特異点（シンギュラリティ）への到達や、社会主義的ユートピアの実現など、何らかの超越論的な地平を想定するのに対し、Z/Accは、そのような進歩史観を拒絶し、資本主義に内在するエントロピー的な傾向、言い換えれば「車の発明が自動車事故を発明した」ように、常に何かの成長にはそれと同時に何らかの損失が付随する事実を強調する。
Z/Accの支持者は、現代社会が「ハイパーコラプス（Hyper-Collapse）」と呼ばれる状態、すなわち、現実の崩壊のプロセスと、進歩や救済といった人工的な希望的観測とを区別できない状態にあると指摘する。この認識論的な不確実性は、資本主義の加速が生み出す「ハイパーリアリティ」によって強化され、真の現実へのアクセスを困難にするとされる。しかし、Z/Accは単なる悲観論や終末論ではなく、あくまでもこの「ゼロ」のダイナミクスを冷静に分析し、その先にある可能性を模索しようとする試みである。

## 思想

### Meta-Nomadによる定義
ゼロ加速主義の父であるMeta-NomadはZ/Accの概念領域として、崩壊、サイバネティクス、決定論、加速主義、反人間主義、そして従来の政治的枠組みを超越した視座、すなわち「政治の超越論的理解」を含むと述べている。これは、左派/右派といった従来の政治的対立軸を超え、資本主義の加速が生み出す「ゼロ」という現実を、より根源的なレベルで捉えようとする試みである。
Meta-Nomadは、加速主義を社会の崩壊を望む人々の願望として解釈することを批判し、そのような解釈は加速主義の根底にある哲学の誤解に基づいていると主張している。彼によると、加速主義は欲望やイデオロギーに先行するものであり、それらに影響されない純粋な免疫システムである。 むしろ、「加速」は人間が作為的にコントロールできるものではなく、資本主義のシステム自体が持つ自律的、かつ非人間中心的なプロセスであると捉えるべきだと主張している。

### ハイパーコラプス (Hyper-Collapse)
Z/Accにおいて、ハイパーコラプスとは、「客観的かつプロセスに基づく劣化」と、進歩、救済、イノベーション、アップグレード、リセット、黙示録、終末、大変動などの、「人為的で目的論的あるいは終末論的なプラセボ」との間の区別が不可能になった状態を指す。 
ハイパーコラプスの状況下においては、メディアによって増幅された「崩壊」のイメージと現実の崩壊のプロセスとの区別が困難になり、客観的に存在する真の現実へのアクセスが困難になる。これは、社会において崩壊のダイナミクスと進歩や救済の物語との区別がますますつかなくなっていく状態であり、社会経済システムが限界に近づく中で、崩壊のプロセスを理解し対処する能力が低下することで起こる。
ハイパーコラプスは、文明の行き詰まりや機能不全を指している。Meta-Nomadは、ハイパーコラプスを理解する上で、「崩壊」を単なる瞬間的な「イベント」ではなく、「プロセス」として捉えることの重要性を強調する。彼は、ローマ帝国の崩壊を例に挙げ、崩壊が数百年単位の時間をかけて進行する、遅いプロセスであることを指摘し現代社会も既に「崩壊のプロセス」の只中にある可能性を指摘している。
ハイパーコラプスは、資本主義の加速が生み出す、シミュレーションと現実の境界が曖昧になった情報環境である「ハイパーリアリティ」によって、さらに深刻化する。マスメディアは、環境問題や社会問題をセンセーショナルに取り上げ、「崩壊」のイメージを流布させる一方で、問題の根本的な原因である資本主義の構造には切り込もうとしない。その結果、人々は「崩壊」のイメージに踊らされ、真に有効な対策を講じることができなくなるのである。
このハイパーコラプスは、人間の感情や非合理的な判断によって、データ（環境問題、資源の限界など）を無視し、破滅的な道を選ぶ「人間の愚かさ」を露呈させる。これは、資本主義が本来持つべき「ゼロ」への感受性を鈍らせ、有限な資源の浪費や、持続不可能な成長モデルの追求を招く。その結果、資本主義は自ら「ゼロ」へと回帰し、崩壊するリスクを高めている。

### ゼロ (Zero)

#### 動的な変化の「場」としての側面
Z/Accにおける「ゼロ」は、単なる数値的なゼロ、あるいは静的な停止状態ではなく、資本主義の加速が生み出す成長と崩壊、始まりと終わり、創造と破壊が絶え間なく繰り返される位相転移の閾値であり、動的なプロセスとして捉えられる。それは、一方では、熱力学の第二法則に支配された閉鎖系における、不可避的なエントロピーの増大と、それに伴うシステムの機能不全を象徴するが、同時に、新たな存在が生み出される「空隙」としての創造的な契機でもある。例えば、既存の社会秩序が崩壊した後には、新たな社会システムや価値観が生まれる可能性がある。「ゼロ」とは、あらゆるものが絶えず生成と消滅を繰り返す、動的な「場」そのものなのである。
この「動的な変化の場」は、エントロピー（均一化・無秩序化）とネゲントロピー（差異や秩序の生成）という、相反する力が交差する「結節点」として機能する。エントロピーの増大則に従い、均一化・無秩序化していくプロセスと、それに抗い差異や秩序を生み出すネゲントロピーの力が、「ゼロ」を介して結びつき、資本主義によるエントロピーの利用を可能にするとMeta-Nomadは主張する。例えば、古い産業の衰退と新しい技術や産業の誕生は、「ゼロ」を介して発生する現象と捉えることができる。

#### 資本主義の「基準点」としての側面
「ゼロ」は、資本主義の成長と崩壊を測定し、評価するための「基準点」ともして機能する。資本主義は、「ゼロ」を基準として、数値化されたスペクトル（例：-3, -2, -1, 0, +1, +2, +3...）を用いることで、自身の行動が成長に寄与しているか（正の数）、衰退を招いているか（負の数）を判断する。この「ゼロ」がなければ、成長や加速の度合いを測ることができず、資本主義は方向性を見失ってしまう。

#### 不可避的な「副作用」の象徴としての側面
「ゼロ」は、新しいものが創造されると同時に、必ず予期せぬネガティブな結果（「車の衝突」）も生み出されるという、現実の不可避的な側面を象徴する。これは、成長と損失、創造と破壊が常に表裏一体であり、同時に発生することを意味する。「ゼロ」は、あらゆる場所に同時に存在し、あらゆる事象に潜在している。これは、どんなにユートピア的な技術革新や社会進歩であっても、「自動車の発明による自動車事故の発明」のように、「ゼロ」による予期せぬ副作用やリスクから逃れることはできない。

#### 現実世界に作用する、内破的な「限界」としての側面
「ゼロ」とは、ここでは資源の枯渇、環境破壊、社会システムの機能不全など、社会のあらゆる側面における限界である。「ゼロ」は、資本主義の加速が、直線的で無限の進歩をもたらすという幻想に抵抗し、エントロピーの増大、人間の無知、資源の有限性などを通じて、その非線形性、限界、内在する矛盾を露呈させる。この「内破的な限界」は、抽象的な概念にとどまらず、資源の枯渇、社会システムの崩壊など、現実世界に具体的な「作用」として現れる。

#### 「ゼロ」の起源
「ゼロ」のダイナミクスは、人間の意志や意図を超越した、より根源的なレベルで作用しているとZ/Accは考える。Meta-Nomadによると、ゼロとは物理学的な視点から、時間と空間を折りたたむことで、物体が時間と空間を移動せずにA地点からB地点に移動できるものである。さらにその折りたたまれた時間の中に存在するものが重要であると指摘している。また、彼はニック・ランドの言葉を引用し、「ゼロ」はシステムの「外部（Outside）」すなわち、システムを定義し、制御する超越的な視点で定義される標準化された制御単位の超越を示す符号ではなく、システムの「内部」すなわち、システム自体の内在的な論理に内在し、その「外部」で溶解する位相転移の閾値を示すものであると説明している。

### カタボリック崩壊 (Catabolic Collapse)
Z/Accは、ジョン・マイケル・グリアの「カタボリック崩壊」の概念を援用し、現代社会が維持に必要な生産量を上回る過剰生産によって、資源の枯渇と資本の喪失を招き、自己強化的な崩壊サイクルに陥る可能性を指摘する。
グリアは、社会が発展するにつれて複雑性が増し、その維持に必要な資源、つまり資本の消費が増大する一方で、新たな資本の生産性は低下していくという「収穫逓減」の法則が働くことを指摘している。この状況は、「カタボリック崩壊」と呼ばれる、自己を維持するために必要な資本を、社会が自ら消費し、最終的には崩壊に至るプロセスを引き起こす。
このプロセスは、「ゼロ」と密接に関連している。資源が有限である以上、資本主義の無限成長の追求は、最終的には「ゼロ」、すなわち、資源の枯渇とシステムの崩壊に行き着く。
グリアの議論を援用する形で、Meta-Nomadは資本主義が「ゼロ」に向かって加速していると論じる。彼は、効率的な機械であれば、有限な資源の枯渇を認識した時点で、代替エネルギー源の開発などの対策を講じるはずだが、現実には資本主義の「仲介者」である人間は、非合理的な行動を取り、問題を先送りにしていると指摘する。この人間の非合理性、有限性への無知は資本主義による「ゼロ」への加速、すなわちカタボリック崩壊を推進する要因となっている。

### 「ゼロ」の加速
現代社会において、「ゼロ」は加速的に増加している。「ゼロ」とは、ここでは資源の枯渇、環境破壊、社会システムの機能不全など、社会のあらゆる側面における限界点を指す。ジョン・マイケル・グリアの「カタボリック崩壊」理論に基づけば、複雑化した社会は、維持コストの増大と、それに反比例する資源の減少により、自己崩壊的なプロセスに陥る。このプロセスにおいて、「ゼロ」は次々と発生し、連鎖的に社会を崩壊へと導く。つまり、「ゼロ」の加速は、資本主義の終焉が近づいていることを示唆している。

## 従来の加速主義理解に対する批判
Meta-Nomadは、加速主義が本来、資本主義と同様に定義を回避するプロセスであると指摘している。また、従来の加速主義が人為的に操作されてきたことに対する不満を表明している。 特に、従来の加速主義が、人間の自律的関与（エージェンシー）を過大評価し、資本主義の自律的かつ非人間中心的なダイナミクスを見過ごしてきたことを批判する。
彼は、左派加速主義（L/Acc）、グリーン加速主義（G/Acc）、アナキズム加速主義（Anarcho/Acc）などが、時間の理解において誤謬を犯していると指摘し、これらはイデオロギー的な希望に過ぎないと批判している。これらの「希望」は、人間の意図や願望に基づいて未来を設計しようとする試みであるが、Z/Accは、そのような人為的な介入は、結局のところ「ゼロ」のダイナミクスに呑み込まれてしまうと考える。

## 無条件的加速主義との関係
無条件的加速主義はヴィンセント・ガートンによって提唱された思想であり、左派加速主義や新反動主義によって加速主義が汚染されたという認識から、加速主義を非人間化、非政治化する試みとして誕生した。無条件的加速主義は、人間の自律的関与（エージェンシー）の重要性を否定し「なすがままにせよ（Do what thou wilt）」という立場を取る。これは、人間の行為は、資本蓄積や社会の複雑化といったプロセス、さらには現実の構造（または構造の欠如）によって、その重要性が失われているという認識に基づいている。
Meta-Nomadは無条件的加速主義をその支持者の多くが表明する立場（例えば、ジェンダー加速主義やゼノフェミニズム）のために、非政治化に失敗したと見なされ、右派からは一種の隠れ左派加速主義と見なされたと主張している。
無条件的加速主義は、ゼロ加速主義と異なり、加速主義に内在する自己破壊的な傾向、すなわち「ゼロ」への必然的な帰結を無視しているとMeta-Nomadは主張している。
また、彼は無条件的加速主義と右派加速主義の対立は表層的なものに過ぎないと主張しており、この主張はライターの木澤佐登志の主張と一致する。